# Mobile Suit Gundam SEED Destiny
Mobile Suit Gundam SEED Destiny (яп. 機動戦士ガンダムSEED DESTINY кидо: сэнси гандаму си:д дэстини) — аниме-сериал, являющийся продолжением «Mobile Suit Gundam SEED» и частью одного из самых продолжительных аниме-проектов в истории — Gundam. Сериал состоит из 50 серий, также увидела свет 45-минутная OVA («Mobile Suit Gundam Seed Destiny Final Plus: The Chosen Future»), представляющая собой переработанную и расширенную за счет дополнительных сцен и эпилога последнюю серию сериала.

## Сюжет
События «Mobile Suit Gundam SEED Destiny» происходят по прошествии двух лет со дня окончания воины между EAF (Натуральными) и PLANT (Координаторами). Итак, между ними установился шаткий мир. Но недовольные этим миром есть как с одной, так и с другой стороны. Группа таких «недовольных» Координаторов приводит в движение разрушенную колонию Юниус 7 и направляет её прямиком на Землю. Падение её вызовет уничтожение практически всех жителей Земли. С большим трудом падающая колония была взорвана силами ЗАФТ, но осколки наносят большой урон поверхности Земли. Это вызывает взрыв ненависти «Натуральных» к «Координаторам», и при поддержке «Синего Космоса» конфликт вновь разгорается. И на протяжении 50ти эпизодов герои вновь берутся за оружие, чтобы защитить тот мир, который им дорог.

## Персонажи
Синн Асука (яп. シン・アスカ Син Асука) — Координатор, главный персонаж «Mobile Suit Gundam SEED Destiny». Пилотирует Мобильный доспех «Импульс», а затем — «Дестени». В войне ПЛАНТов против Сил Земли потерял свою семью, потому ненавидит Орб и его жителей. Состоит в ЗАФТ и является частью экипажа корабля Минерва. Помогал Стелле, вследствие чего полюбил её.
Сэйю: Кэнъити Судзумура
Рей За Барелл (яп. レイ・ザ・バレル Рэй Дза Барэру) — Координатор, друг Синна. Пилот доспеха Заку, затем — ZGMF-X666S «Ледженд». Очень привязан к Гилберту Дюрандалу, потому поддерживает все его планы, считая их единственно верными. Является частью ЗАФТ и экипажа Минервы. Как и Рауль Ле Крезе, является клоном Ал Да Фраги. В конце сериала умирает вместе с Талией Гладиас и Гилбертом Дюрандалом, которых считает родителями.
Сэйю: Тосихико Сэки
Лунамария Хоук (яп. ルナマリア・ホーク Рунамариа Хо:ку) — пилот доспеха ZGMF-1000 Заку Варриор. Старшая сестра Мейрин Хоук. Состоит в ЗАФТ и является частью экипажа Минервы. После смерти Стеллы становится возлюбленной Синна.
Сэйю: Маая Сакамото
Мейрин Хоук (яп. メイリン・ホーク Мэйрин Хо:ку) — младшая сестра Лунамарии, является офицером Минервы и контролёром коммуникаций на ней. Влюбляется в Асурана Зару, и когда тот предаёт ЗАФТ, помогает ему сбежать и присоединяется к команде корабля Этернал. Снова встречается с сестрой в OVA серии.
Сэйю: Фумико Орикаса

## Музыка
| №  | Название                               | Автор(ы)              | Серии | Длительность |
| -- | -------------------------------------- | --------------------- | ----- | ------------ |
| 1. | «Ignited»                              | T.M. Revolution       | 1-13  |              |
| 2. | «Pride»                                | High and Mighty Color | 14-24 |              |
| 3. | «Bokutachi no Yukue (Our Whereabouts)» | Хитоми Такахаси       | 25-37 |              |
| 4. | «Wings Of Words»                       | Chemistry (группа)    | 38-50 |              |

| №  | Название                                            | Автор(ы)     | Серии | Длительность |
| -- | --------------------------------------------------- | ------------ | ----- | ------------ |
| 1. | «Reason»                                            | Нами Тамаки  | 1-13  |              |
| 2. | «Life Goes On»                                      | Мика Арисака | 14-25 |              |
| 3. | «I Wanna Go To A Place…»                            | Rie fu       | 26-37 |              |
| 4. | ««Kimi wa Boku ni Niteiru (You are Similar to Me)»» | See-Saw      | 38-50 |              |